# Lambert (Waldsassen)
Lambert war Abt des Klosters Waldsassen von 1270 bis 1274.
Lambert war der 8. Abt von Waldsassen. Seine Amtszeit war kurz.